# Синдром Герстмана — Штройслера — Шейнкера
Синдром Ге́рстмана—Штро́йслера—Ше́йнкера (англ. Gerstmann–Sträussler–Scheinker syndrome; Gerstmann-Sträussler-Scheinker Disease (GSS)) — рідкісна спадкова хвороба з групи пріонових хвороб, що носить виключно сімейний характер і уражає людей у віці 20-60 років.

## Історичні відомості
У 1936 році була опублікована спільна стаття австрійських психіатрів Йозефа Герстмана, Ернста Штройслера і вихідця з Російської імперії, невролога Іллі Михайловича Шейнкера «Про рідкісну спадкову сімейну хворобу центральної нервової системи. У той же час внесок у проблему передчасного локального старіння». У ній вони узагальнили свої спостереження за кількома випадками розвитку ураження ЦНС з прогресуючою глухотою, сліпотою, деменцією і виразним сімейним передаванням. Згодом хвороба була названа за їхніми прізвищами. У 1989 році вперше в одній сім'ї виявили генні зміни, які призводили до утворення патогенних пріонів.

## Поширеність
Синдром Герстмана—Штройслера—Шейнкера виявляють рідко, з частотою всього 1 випадок на 10 мільйонів людей. Його описали у деяких сім'ях в США, Швеції, Німеччині, Великій Британії, Італії та Японії. Виявити справжню захворюваність важко, адже прояви синдрому нагадують інші хвороби.

## Етіологія
Детальніші відомості з цієї теми ви можете знайти в статті Пріони.

## Епідеміологічні особливості
Синдром Герстмана—Штройслера—Шейнкера успадковують за автосомно-домінантним типом (щоправда, це непрямий процес — через попередню генну автореплікацію інфекційного агента). Патологічний пріон PrPsc з'являється у цих хворих спонтанно — шляхом мутації власного PrPc.

## Патогенез
В основі його при синдромі Герстмана—Штройслера—Шейнкера, так як і при інших пріонових хворобах, лежить нейродегенерація внаслідок спадкового утворення патологічного пріону PrPsc з формуванням спонгіформної енцефалопатії. Зміна в кодоні 102 з проліну на лейцин у хромосомі 20 була виявлена у уражених цим синдромом в гені PRNP, що кодує патогенні пріони. Виявлені також зміни і в інших кодонах (145, 198 і 217). У хворих утворюються у головному мозку так звані нейрофібрілярні скупчення.
Детальніші відомості з цієї теми ви можете знайти в статті Пріонові хвороби.

## Клінічні прояви
Синдром Герстмана—Штройслера—Шейнкера рекомендують в МКХ-10 відносити до «Атипових вірусних інфекцій ЦНС не уточнених» (А81.9). Хвороба відноситься до класичної спадкової форми пріонових хвороб, куди ще відносять спадкову форму хвороби Кройцфельда-Якоба і фатальне сімейне безсоння.
Детальніші відомості з цієї теми ви можете знайти в статті Пріонові хвороби.
Хвороба характеризується повільно прогресуючою мозочковою атаксією, розладами ковтання і фонації, прогресуванням деменції протягом від 3-х місяців до 13 років (в середньому, 5-6 років), після чого настає смерть. Серед пріонових хвороб синдром Герстмана—Штройслера—Шейнкера триває найдовше.

## Діагностика
Детальніші відомості з цієї теми ви можете знайти в статті Пріонові хвороби.

## Лікування
Детальніші відомості з цієї теми ви можете знайти в статті Пріонові хвороби.

## Профілактика
Не розроблена через генетичний характер захворювання.